# Frederick Carl Frieseke

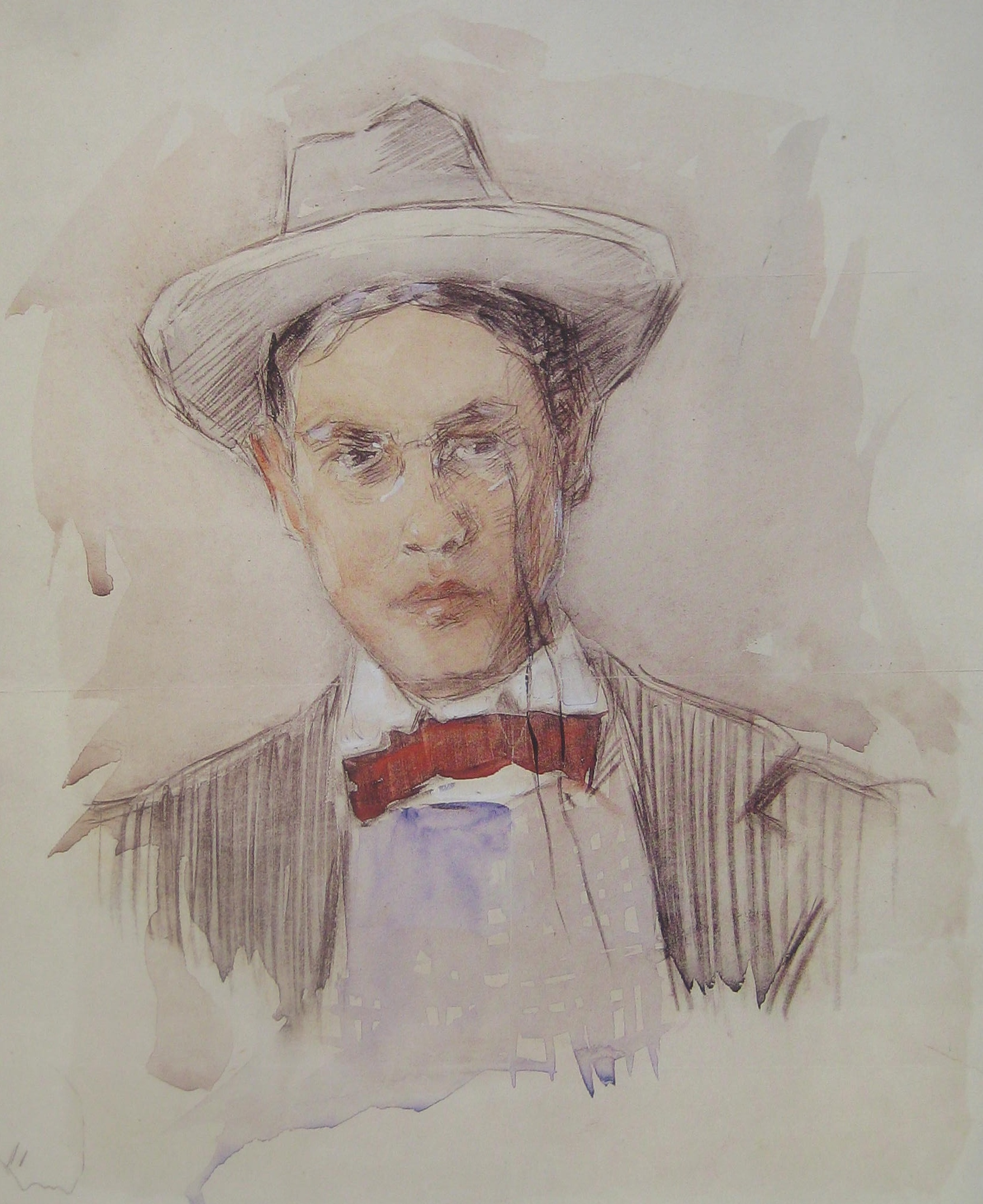
Frieseke, zelfportret, 1901

Frederick Carl Frieseke (Owosso, 7 april 1874 – Le Mesnil-sur-Blangy (Frankrijk), 28 augustus 1939) was een Amerikaans kunstschilder. Hij wordt gerekend tot het Amerikaans impressionisme.

## Leven en werk
Friesekes grootouders van vaderskant waren Duitse immigranten. Zijn moeder stierf toen hij zes was, zijn vader had een dakpannenfabriek. Hij studeerde aan het Art Institute of Chicago en vervolgens aan de Art Students League of New York. In 1898 ging hij naar Parijs en studeerde aan de Académie Julian onder Jean-Joseph Benjamin-Constant en Jean-Paul Laurens. Hij leerde er James McNeill Whistler kennen, die een grote invloed op hem zou uitoefenen. In 1898-1899 schilderde hij vaak in Étaples, bij schilders van de kunstenaarskolonie in Giverny, en ook reisde hij enkele malen af naar Nederland. Vanaf 1901 exposeerde hij regelmatig in de Parijse salon.
Frieseke verbleef in het begin van de 20e eeuw afwisselend in New York en Parijs, nam deel aan tal van internationale tentoonstellingen en won diverse prijzen, waaronder medailles op de Louisiana Purchase Exposition (1904), de Internationale Kunsttentoonstelling in München (1904) en de Panama-Pacific International Exposition (1915).
Geïnspireerd door Whistler schilderde Frieseke vooral vrouwelijke naakten en portretten, maar ook wel landschappen en ander genrewerk, meestal in zachte kleuren. Zijn stijl hield een beetje het midden tussen de decoratieve stijl van Les Nabis, met het intense kleurgebruik en de aandacht voor patronen, en het klassieke impressionisme, met haar interesse in zonlicht en atmosfeer.
Frieseke maakte ook wandschilderingen voor diverse Amerikaanse hotels, maar de puriteinse beperking die hij in de Verenigde Staten voelde weerhield hem van een definitieve terugkeer. In 1920 werd hij in Frankrijk opgenomen in het Legioen van Eer. Hij overleed in 1939 op 65-jarige leeftijd te Le Mesnil-sur-Blangy.

## Galerij

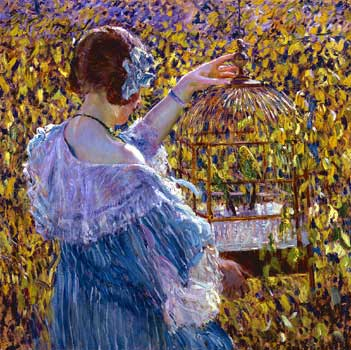
The Birdcage
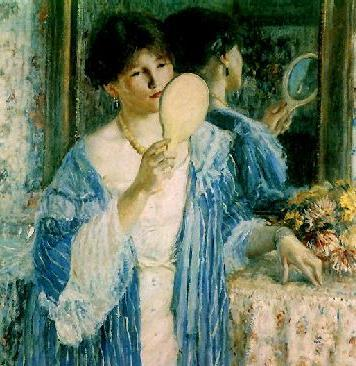
The Mirror
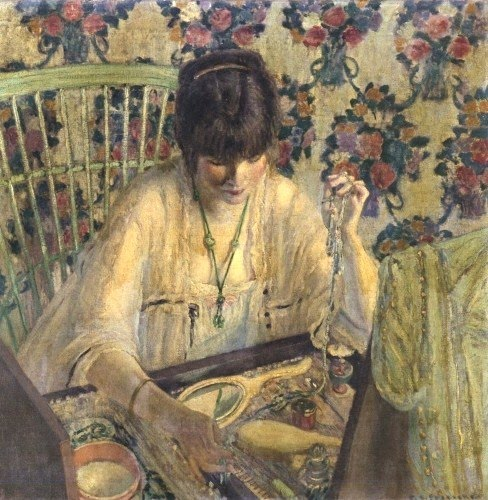
La Poudreuse
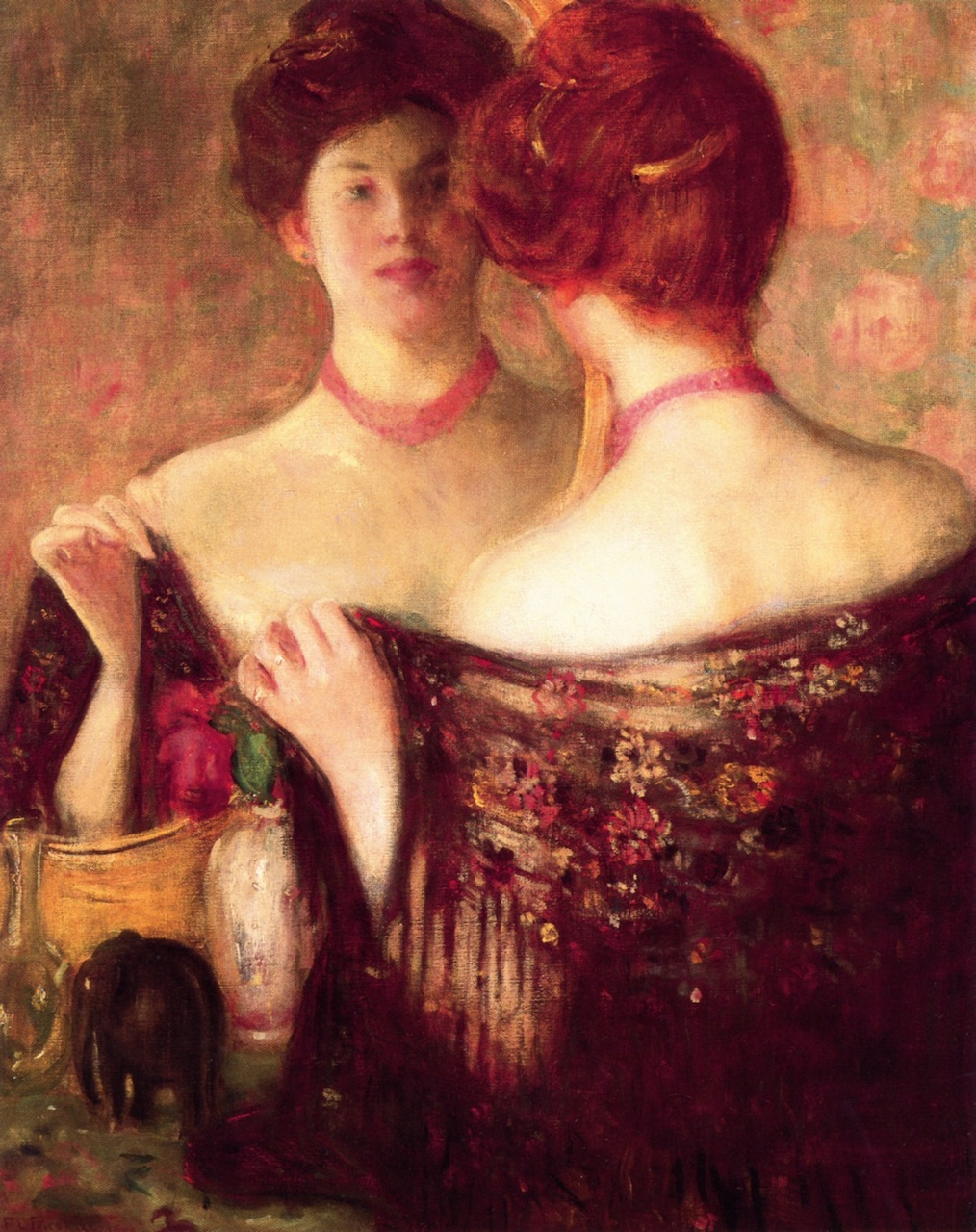
Before a Mirror
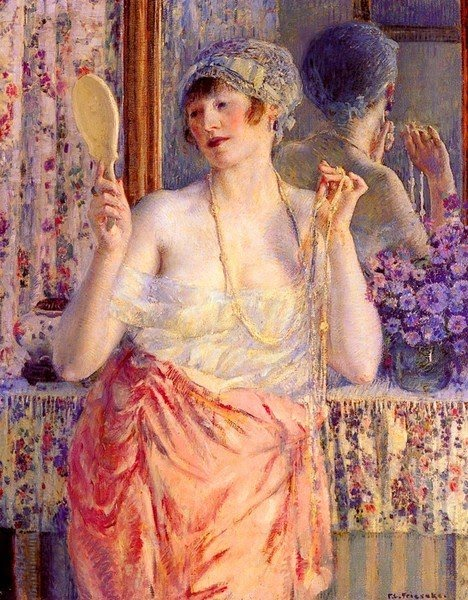
The Mirror
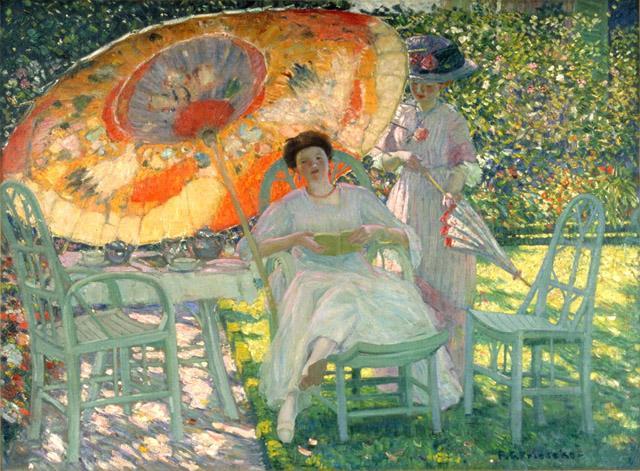
The Garden Parasol
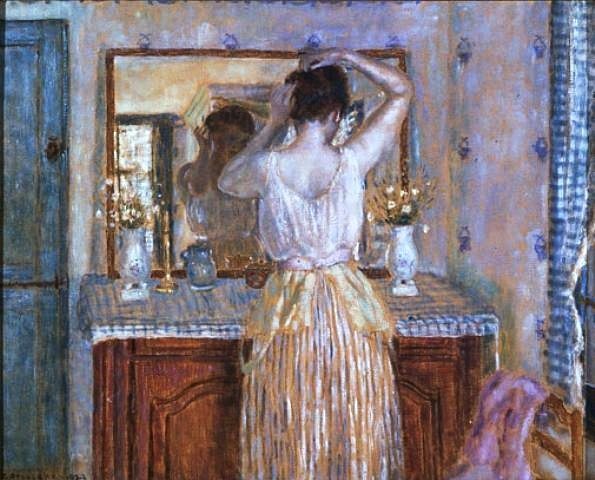
The Dressingroom
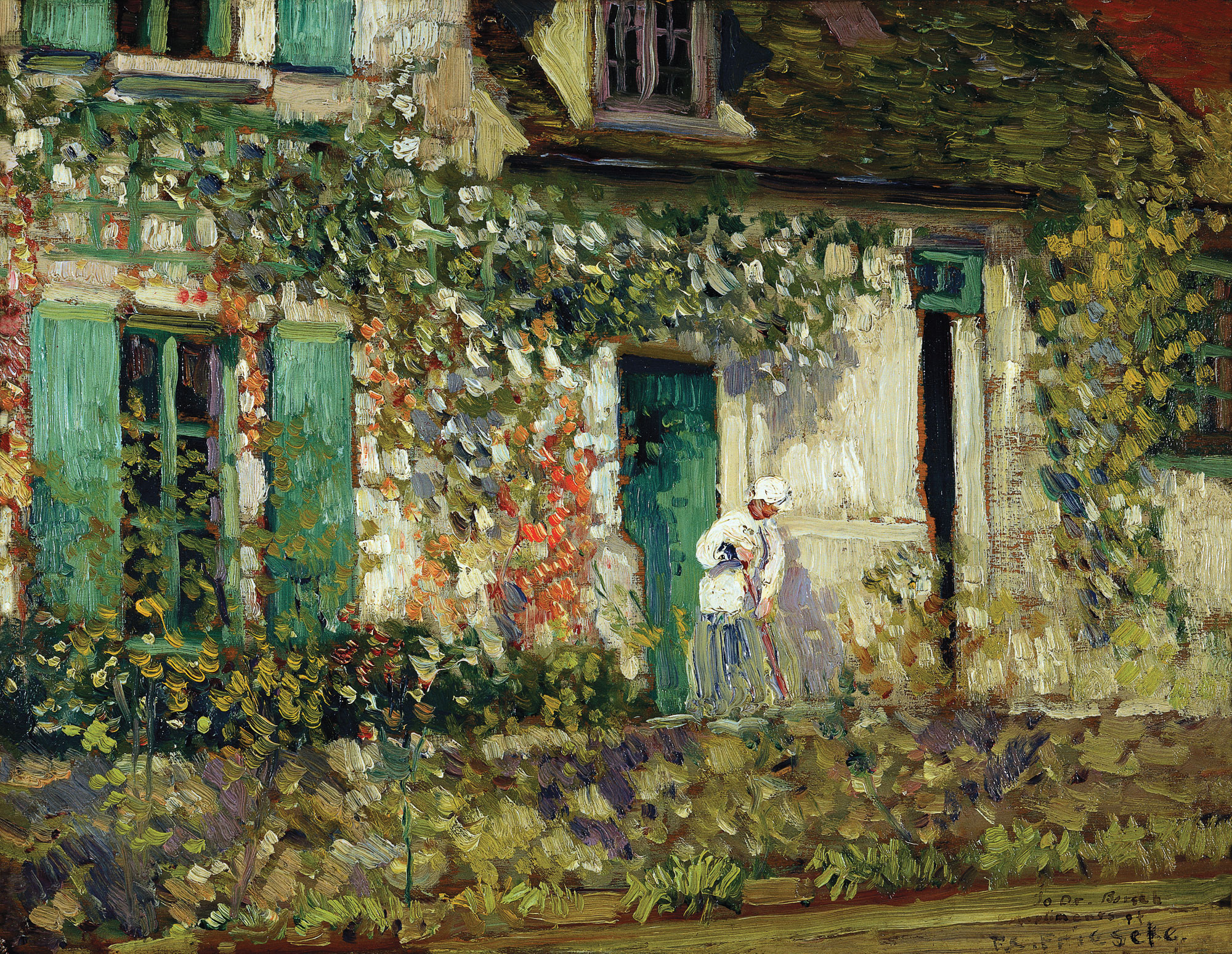
The House in Giverny
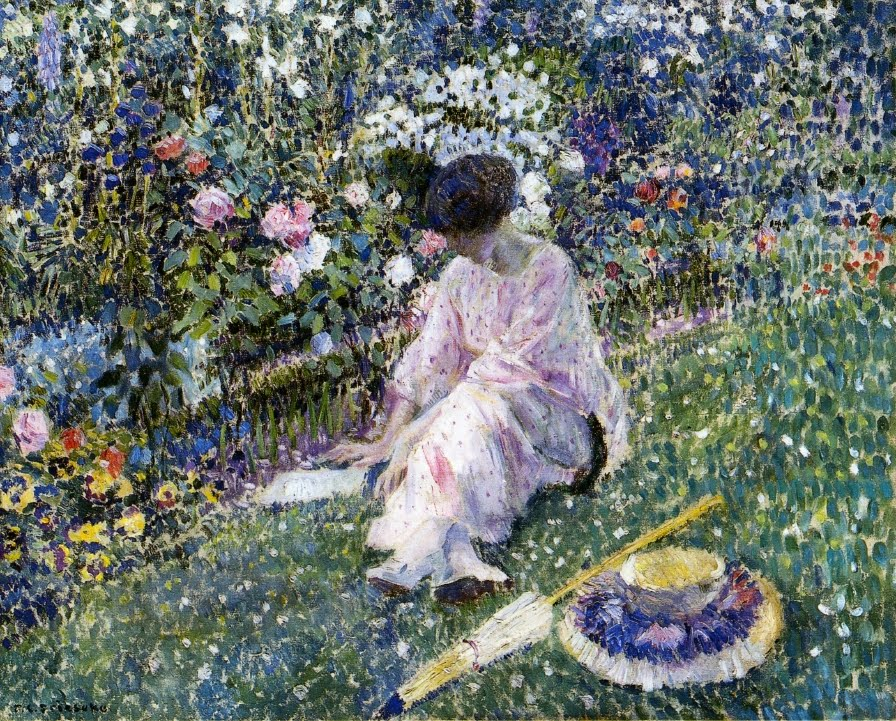
Ladies in the Garden in June
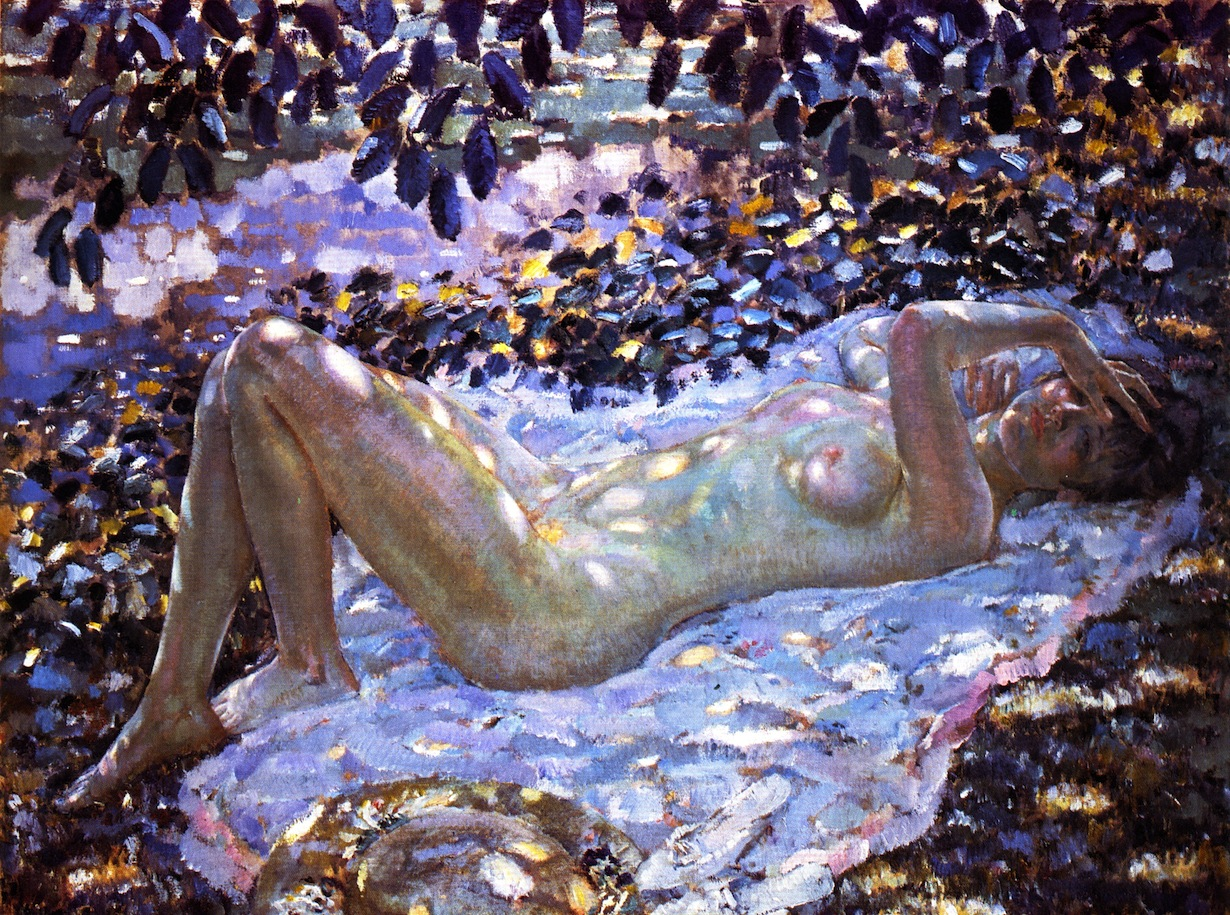
Nude in Dappled Sunlight

## Belangrijke musea
- Addison Gallery of American Art, Andover
- Art Institute of Chicago, Chicago
- Brooklyn Museum, New York
- Butler Institute of American Art, Youngstown
- Chrysler Museum of Art, Norfolk
- Corcoran Gallery of Art, Washington
- Crocker Art Museum, Sacramento
- Cummer Museum of Art and Gardens, Jacksonville
- Detroit Institute of Arts, Detroit
- Grand Rapids Art Museum, Grand Rapids
- Hirshhorn Museum and Sculpture Garden, Washington
- The Huntington, San Marino (Californië)
- Indianapolis Museum of Art, Indianapolis
- Los Angeles County Museum of Art, Los Angeles
- Metropolitan Museum of Art, New York
- Minneapolis Institute of Arts, Minneapolis
- Musée franco-américain du château de Blérancourt
- Musée Léon-Dierx, Saint-Denis
- Museo d'Art Moderna de Ca' Pesaro, Venetië
- Museum of Fine Arts, Boston
- Museum of Fine Arts, Houston
- Museum of the National Academy of Design, New York
- Musée des Impressionnismes (voorheen Musée d'Art Américain), Giverny
- National Gallery of Art, Washington
- National Museums Liverpool, Liverpool
- New Britain Museum of American Art, Connecticut
- North Carolina Museum of Art, Raleigh
- Pennsylvania Academy of the Fine Arts, Philadelphia
- Philadelphia Museum of Art, Philadelphia
- Shiawassee Arts Center, Owosso
- Smithsonian American Art Museum, Washington
- Museo Thyssen-Bornemisza, Madrid